# Flage
Flage is het eerste studioalbum van Le Le (spreek uit: [lə.lə]) uitgebracht in 2008. Flage is voorafgegaan door de ep La Bouche waar al nummers van dit album op stonden. De nummers Breakfast en Hard werden club- en culthits en hiermee kreeg Le Le een fanbase.

## Artiesten en producenten
Het album is volledig geproduceerd door Rimer London en Piet Parra. Pepijn Lanen verzorgt de vocalen in het Frans, Duits, Engels en Nederlands. Dit is tot heden het enige volledige Le Le-album waar ook Franse en Duitse teksten opstaan. Piet Parra verzorgt ook alle artwork met betrekking tot Le Le en Flage.

## Videoclips
Voor de nummers Breakfast en Ich Clack Dich zijn videoclips uitgebracht met animaties van Piet Parra in zijn bekende kunststijl. Voor het nummer Hard is een videoclip uitgebracht waarin Pepijn Lanen borden met de tekst van het nummer hooghoudt.

## Lijst van nummers
| Nr. | Titel                  | Lengte | Taal              |
| --- | ---------------------- | ------ | ----------------- |
| 1   | Flage                  | 2:13   | Frans             |
| 2   | Show Monaco            | 3:31   | Frans             |
| 3   | International Pants    | 4:36   | Engels            |
| 4   | Sachen                 | 4:24   | Duits             |
| 5   | Captive De Ton Chiffre | 3:46   | Frans             |
| 6   | Beautiful People       | 3:09   | Duits, Engels     |
| 7   | Breakfast              | 5:40   | Engels            |
| 8   | Kickstart Le Brommer   | 3:37   | Instrumentaal     |
| 9   | Jean Pierre Le Douche  | 2:52   | Frans             |
| 10  | Human Garbage          | 5:09   | Engels            |
| 11  | Ich Clack Dich         | 4:10   | Duits, Engels     |
| 12  | Hard                   | 4:45   | Nederlands, Frans |
| 13  | Drunk With Power       | 3:53   | Engels            |
| 14  | Le Grand Méchant Look  | 3:31   | Frans             |
| 15  | La Bouche              | 4:11   | Frans             |

Totale afspeelduur: 59:27